# オサイチジョージ
オサイチジョージ（欧字名:Osaichi George）は、日本の競走馬、種牡馬。
1990年の宝塚記念（GI）優勝馬。その他の勝ち鞍は、1989年の神戸新聞杯（GII）、中日スポーツ賞4歳ステークス（GIII）。1990年の金杯（西）（GIII）、中京記念（GIII）。

## 経歴

### デビューまで
サチノワカバは、1980年に北海道三石町の大塚牧場で生産された、父ファバージの牝馬である。小岩井農場の基礎輸入牝馬の1頭であるヘレンサーフから繋がる牝系に属しており、大塚牧場では、ヘレンサーフの五代母にあたるプレイガイドクイン（サチノワカバの三代母）からヘレンサーフ系を導入した。プレイガイドクインの仔であるミチアサ（サチノワカバの母母）は、繁殖牝馬として、1969年の菊花賞優勝馬であるアカネテンリュウを生産。ミチアサの仔であるサチノイマイ（サチノワカバの母）は、繁殖牝馬として、1985年の阪神3歳ステークス優勝馬であるカツラギハイデンを生産した。
サチノワカバは、北海道営競馬で競走馬として走り、29戦3勝。引退後は、大塚牧場で繁殖牝馬となった。繁殖生活初年度は、ダイアトムと交配。1985年に初仔の牡馬を生産した。同じ年、2回目の交配相手にはミルジョージが選ばれた。1986年4月13日、大塚牧場にて2番仔となる鹿毛の牡馬（後のオサイチジョージ）が誕生する。
2番仔は生後まもなく、牧場を訪れた野出長一が購入。野出は、父アローエクスプレスの仔と同時の購入であった。牧場での2番仔は、場主の大塚信太郎によれば「動きも悪くなかった」という。野出の用いる冠名「オサイチ」に「ジョージ」を組み合わせた「オサイチジョージ」という競走馬名が与えられ、栗東トレーニングセンターの土門一美厩舎に入厩した。土門は、デビュー前のオサイチジョージを「準オープンくらいの器」と捉えていた。

### 競走馬時代

#### 3-4歳（1988-89年）
3歳となった1988年9月11日、阪神競馬場の新馬戦（芝1200メートル）でデビュー。アイドルマリーに5馬身後れを取る2着となった。続く9月25日、2戦目の新馬戦も2着。連闘して10月2日、3戦目の新馬戦では、後方に10馬身差をつけて初勝利を挙げた。その後は、もろく、回復力に乏しい爪のせいで出走することができず、翌1989年春まで放牧となった。
4歳は、4月22日のあずさ賞（400万円以下）で始動し2勝目、5月14日の葵ステークス（OP）も制して3連勝とした。続く6月4日には関東に遠征し、ニュージーランドトロフィー4歳ステークス（GII）で重賞初挑戦。東京優駿（日本ダービー）には出走せず、土門は「長い距離に慣れさせるのは秋から。でも、勝って帰らなきゃ意味ない」と考えた上で参戦し、単勝オッズ3.6倍の1番人気に推された。スタートから好位の内側に位置。直線では前方が塞がれ、進路を馬場の外側に求めてから追い上げたが、スムーズに抜け出した7番人気アクアビットに半馬身以上及ばず3着。騎乗した丸山勝秀は「ボクの大失敗だったんです。うまく乗っていれば勝てたレースなんです」と回顧している。
それから7月2日、中日スポーツ賞4歳ステークス（GIII）に出走。東京優駿で1番人気5着となったロングシンホニーが単枠指定制度の対象となり、単勝オッズ2.1倍の1番人気の支持。4.5倍のマルセイグレートを挟み、オサイチジョージは、4.8倍の3番人気であった。スタートから先行して4番手、同じく先行したマルセイグレートの後方外側を追走。ロングシンホニーは、オサイチジョージの背後に位置した。第3コーナーからマルセイグレートが逃げ馬をかわして抜け出し、直線ではオサイチジョージとロングシンホニーがそれを追う形となった。ロングシンホニーは伸びあぐねる一方、オサイチジョージは末脚を見せて差を詰め、決勝線手前でマルセイグレートを差し切り入線、クビ差をつけて重賞初勝利を果たした。
夏は厩舎で過ごし、9月24日の神戸新聞杯（GII）で復帰。単枠指定となり、単勝オッズ1.9倍の1番人気で出走した。出走14頭の12番枠から発馬して先行し、3番手に位置。最終コーナーから直線に抜け出して先頭に立ち、さらなる脚で以て、後続との差を広げた。バンブービギンとムービースターが追って来たものの、それらに3馬身以上の差をつけて入線。重賞連勝とした。土門は、秋の大目標を3000メートルの菊花賞にするか、1600メートルのマイルチャンピオンシップにするかを決めかねていたが、この勝利をきっかけに菊花賞に狙いを定めた。
続いて10月15日、菊花賞のトライアル競走である京都新聞杯（GII）に出走。東京優駿優勝馬のウィナーズサークルとともに単枠指定となり、単勝オッズ1.8倍の1番人気、ウィナーズサークルが4.8倍の2番人気であった。発馬後控えて、中団を追走し、直線では、馬群に突っ込んで内から追い上げた。馬群を捌き、進路を確保した残り100メートルからは、先頭のリアルバースデー目指して特に伸び、リアルバースデーにはクビ差先着。しかし、終始オサイチジョージの背後をとってマークし、直線では大外に持ち出した5番人気、バンブービギンの追い込みには敵わず、バンブービギンに1馬身4分の1差の2着。菊花賞の優先出走権を獲得した。
それから11月5日、菊花賞（GI）に出走。3.8倍の1番人気にバンブービギン、4.1倍の2番人気にウィナーズサークル、オサイチジョージは5.7倍の3番人気という評価であった。デビュー以来騎乗し続けた丸山が騎乗停止中だったため、西浦勝一に乗り替わっての参戦した。スタートから先行し、3番手に位置。第3コーナーから最終コーナーにかけて追い上げ、先行馬を外から捕らえにかかったが、失速。外から伸びて抜け出したバンブービギンに、7馬身以上離された12着に敗退した。

#### 5-6歳（1990-91年）
5歳となった1990年は、1月5日の金杯（西）（GIII）で始動。前年のJRA賞最優秀スプリンターであるバンブーメモリーが口角癤のために出走を取り消し、オサイチジョージに人気が集中。2.2倍の1番人気であった。スタートから先行して、好位の5番手を追走。第3コーナーから最終コーナーにかけて位置を上げ、直線に向くと同時に先頭に立った。以降、4番人気のサツキオアシスが迫ったが先頭を守りきり、4分の3馬身差をつけて入線、重賞3勝目となった。その後土門は、京都記念あるいはマイラーズカップを走り、産経大阪杯を目指すというローテーションを組んでいたが、調整過程で熱発したため、1週間休養。そのため、当初の予定に間に合わず、3月18日の中京記念（GIII）から産経大阪杯に進んだ。
中京記念は、トップハンデを背負い、2.4倍の1番人気で出走。スタートから先行して4、5番手の好位に位置。直線では、勝負所で進路を失い、大外に持ち出してから追い込んだ。13番人気タニノスイセイが先に抜け出していたが、それをゴール寸前で差し切り、アタマ差先着。重賞連勝、重賞4勝目となった。それから4月1日の産経大阪杯（GII）は、2番人気で出走、9頭中4番手の中団に位置した。2番手の1番人気スーパークリークに、第3コーナーから並びかけて先頭を狙ったが、かわすことはできず、4分の3馬身差の2着。続く5月13日の安田記念（GI）は、2番人気で出走。中団から追い込んだが、前を行くオグリキャップに届かず、2馬身以上離された3着となった。

6月10日、宝塚記念（GI）に出走。安田記念優勝から臨むオグリキャップと、前年の有馬記念優勝馬で天皇賞（春）2着のイナリワンが単枠指定となり、オグリキャップが1.2倍、イナリワンが4.7倍に支持され、続く3番人気、11.4倍がオサイチジョージであった。出走前、丸山は、安田記念でオグリキャップの後方から追い上げる戦法をとって敵わなかった経験と、今回はオグリキャップが後方待機から追い込むイナリワンの警戒するだろうから、早めに先行馬を捉えようとしないだろうという推測、それに馬場が前日の雨によって湿りがちであることに着目。勝利のために、積極的に先行し、オグリキャップより前に位置取ることを決意した。
発馬直後から先行し、オグリキャップの前方をとり、逃げるシンウインドに次ぐ2番手を確保。オグリキャップは、オサイチジョージの背後である3、4番手、イナリワンは後方に位置した。オサイチジョージは、2番手を保って向こう正面、第3コーナーを通過。最終コーナーで失速するシンウインドに代わって先頭となり、直線では追われる立場となった。しかし、オグリキャップやイナリワンの追い上げは見られず、独走。後方に3馬身半差をつけて入線し、GI初勝利。丸山にとっても、初めてのGI優勝であった。また、大塚牧場は、エイトクラウン、ナオキに続いて3頭目となる、生産馬の宝塚記念優勝であった。
当日は、阪神競馬場の数年にわたる全面改修直前の、最終開催日であり、さらにオグリキャップの関西地区ラストランが明言されていた結果、宝塚記念史上最高の約8万6千人が来場していた。そして迎えた宝塚記念、オグリキャップの敗戦と、オサイチジョージの勝利という結末に、場内は「しばらくの沈黙」（優駿）があったという。
以降、秋は毎日王冠（GII）から始動し、古馬GI3競走に出走するも、最高着順は4着。5歳となった1991年は、4戦走って4連敗。有馬記念で8着に敗れたのがラストランとなった。

### 種牡馬時代
引退後は、1992年から種牡馬として供用。1999年9月2日、用途変更となった。主な産駒には、中央競馬で準オープンを勝ち上がったナムラフドウ（母父:アローエクスプレス）、南部駒賞を勝利したテツノジョージ（母父:カブラヤオー）、プリンセス特別を勝利したミホノミンクス（母父:ホットスパーク）、大井で10勝を挙げたエスティボンバー（母父:ノーザリー）がいる。

## 競走成績
以下の内容は、netkeiba.com、JBISサーチおよび『中央競馬全重賞競走成績集』に基づく。
| 競走日     | 競馬場 | 競走名             | 格   | 距離（馬場）  | 頭 数 | 枠 番 | 馬 番 | オッズ （人気） | 着順 | タイム （上り3F/4F） | 着差 | 騎手      | 斤量 [kg] | 1着馬/（2着馬）      | 馬体重 [kg] |
| ---------- | ------ | ------------------ | ---- | ------------- | ----- | ----- | ----- | --------------- | ---- | -------------------- | ---- | --------- | --------- | -------------------- | ----------- |
| 1988.09.11 | 阪神   | 3歳新馬            |      | 芝1200m（良） | 14    | 3     | 3     | 17.20（4人）    | 02着 | 01:11.6 （47.7）     | -0.8 | 0丸山勝秀 | 53        | アイドルマリー       | 474         |
| 0000.09.25 | 阪神   | 3歳新馬            |      | 芝1400m（不） | 6     | 6     | 6     | 01.40（1人）    | 02着 | 01:26.2 （50.4）     | -0.7 | 0丸山勝秀 | 53        | ニシノサムタイム     | 476         |
| 0000.10.02 | 阪神   | 3歳新馬            |      | ダ1200m（良） | 11    | 5     | 5     | 02.00（1人）    | 01着 | 01:13.5 （49.2）     | -1.6 | 0丸山勝秀 | 53        | （セイザンエース）   | 472         |
| 1989.04.22 | 京都   | あずさ賞           | 4下  | 芝1600m（良） | 13    | 3     | 3     | 12.50（7人）    | 01着 | 01:36.9 （47.8）     | -0.5 | 0丸山勝秀 | 55        | （ケージーエース）   | 478         |
| 0000.05.14 | 京都   | 葵S                | OP   | 芝1400m（稍） | 18    | 3     | 5     | 01.60（1人）    | 01着 | 01:25.0 （48.7）     | -0.1 | 0丸山勝秀 | 55        | （スーパークラウン） | 478         |
| 0000.06.04 | 東京   | NZT4歳S            | GII  | 芝1600m（良） | 16    | 5     | 10    | 03.60（1人）    | 03着 | 01:35.2 （48.4）     | -0.1 | 0丸山勝秀 | 56        | アクアビット         | 474         |
| 0000.07.02 | 中京   | 中日スポーツ賞4歳S | GIII | 芝1800m（重） | 10    | 8     | 10    | 04.80（3人）    | 01着 | 01:47.9 （35.9）     | -0.1 | 0丸山勝秀 | 55        | （マルセイグレート） | 466         |
| 0000.09.24 | 阪神   | 神戸新聞杯         | GII  | 芝2000m（良） | 14    | 7     | 12    | 01.90（1人）    | 01着 | 02:00.3 （47.4）     | -0.6 | 0丸山勝秀 | 56        | （バンブービギン）   | 472         |
| 0000.10.15 | 京都   | 京都新聞杯         | GII  | 芝2200m（良） | 15    | 1     | 1     | 01.80（1人）    | 02着 | 02:13.6 （47.3）     | -0.2 | 0丸山勝秀 | 57        | バンブービギン       | 480         |
| 0000.11.05 | 京都   | 菊花賞             | GI   | 芝3000m（良） | 18    | 7     | 13    | 05.70（3人）    | 12着 | 03:09.0 （47.8）     | -1.3 | 0西浦勝一 | 57        | バンブービギン       | 484         |
| 1990.01.05 | 京都   | 金杯（西）         | GIII | 芝2000m（良） | 14    | 4     | 7     | 02.20（1人）    | 01着 | 02:01.9 （48.7）     | -0.1 | 0丸山勝秀 | 56        | （サツキオアシス）   | 490         |
| 0000.03.18 | 中京   | 中京記念           | GIII | 芝2000m（良） | 16    | 1     | 2     | 02.40（1人）    | 01着 | 01:59.8 （37.3）     | -0.0 | 0丸山勝秀 | 58.5      | （タニノスイセイ）   | 478         |
| 0000.04.01 | 阪神   | 産経大阪杯         | GII  | 芝2000m（稍） | 9     | 8     | 8     | 03.80（3人）    | 02着 | 02:03.0 （49.7）     | -0.1 | 0丸山勝秀 | 57        | スーパークリーク     | 476         |
| 0000.05.13 | 東京   | 安田記念           | GI   | 芝1600m（良） | 16    | 8     | 14    | 08.50（2人）    | 03着 | 01:32.8 （35.0）     | -0.4 | 0丸山勝秀 | 57        | オグリキャップ       | 474         |
| 0000.06.10 | 阪神   | 宝塚記念           | GI   | 芝2200m（良） | 10    | 5     | 5     | 11.40（3人）    | 01着 | 02:14.0 （49.5）     | -0.6 | 0丸山勝秀 | 56        | （オグリキャップ）   | 470         |
| 0000.10.07 | 東京   | 毎日王冠           | GII  | 芝1800m（良） | 10    | 8     | 10    | 02.10（1人）    | 04着 | 01:46.9 （34.9）     | -0.2 | 0丸山勝秀 | 59        | ラッキーゲラン       | 474         |
| 0000.10.28 | 東京   | 天皇賞（秋）       | GI   | 芝2000m（良） | 18    | 5     | 10    | 05.30（2人）    | 04着 | 01:58.5 （36.0）     | -0.3 | 0丸山勝秀 | 58        | ヤエノムテキ         | 480         |
| 0000.11.25 | 東京   | ジャパンC          | GI   | 芝2400m（良） | 15    | 4     | 6     | 16.0（10人）    | 13着 | 02:24.7 （36.9）     | -1.5 | 0丸山勝秀 | 57        | ベタールースンアップ | 476         |
| 0000.12.23 | 中山   | 有馬記念           | GI   | 芝2500m（良） | 16    | 2     | 3     | 11.80（5人）    | 04着 | 02:34.5 （35.7）     | -0.9 | 0丸山勝秀 | 57        | オグリキャップ       | 470         |
| 1991.01.20 | 京都   | 日経新春杯         | GII  | 芝2400m（良） | 9     | 8     | 9     | 03.80（2人）    | 05着 | 02:14.3 （47.1）     | -0.7 | 0丸山勝秀 | 59        | メルシーアトラ       | 474         |
| 0000.10.06 | 東京   | 毎日王冠           | GII  | 芝1800m（稍） | 13    | 6     | 8     | 07.00（3人）    | 07着 | 01:47.0 （36.7）     | -0.9 | 0丸山勝秀 | 59        | プレクラスニー       | 474         |
| 0000.11.17 | 京都   | マイルCS           | GI   | 芝1600m（良） | 15    | 3     | 4     | 15.70（6人）    | 10着 | 01:36.4 （48.1）     | -1.6 | 0丸山勝秀 | 57        | ダイタクヘリオス     | 478         |
| 0000.12.22 | 中山   | 有馬記念           | GI   | 芝2500m（良） | 15    | 7     | 13    | 51.3（10人）    | 08着 | 02:31.6 （36.9）     | -1.0 | 0丸山勝秀 | 56        | ダイユウサク         | 476         |

- 枠番・馬番の太字強調は、単枠指定制度が適用されたことを示す。

## 種牡馬成績
以下の内容は、JBISサーチの情報に基づく。
| 年度 | 種付け頭数 | 生産頭数 | 血統登録頭数 | 出走頭数 | 勝ち馬頭数 | AEI  |
| ---- | ---------- | -------- | ------------ | -------- | ---------- | ---- |
| 1992 | 68         | 43       | 41           | 31       | 20         | 0.71 |
| 1993 | 66         | 45       | 45           | 39       | 28         | 0.26 |
| 1994 | 38         | 23       | 22           | 16       | 14         | 0.32 |
| 1995 | 12         | 11       | 9            | 8        | 7          | 0.57 |
| 1996 | 16         | 8        | 8            | 8        | 6          | 0.24 |
| 1997 | 10         | 4        | 5            | 5        | 4          | 0.17 |
| 1998 | 1          | 0        | 0            | 0        | －         | －   |

- 出走頭数、勝ち馬頭数、アーニングインデックスは、平地競走に限る。

## 血統表
| オサイチジョージの血統                 | オサイチジョージの血統              | オサイチジョージの血統       | （血統表の出典）             | （血統表の出典） |
| 父系                                   | ミルリーフ系                        | ミルリーフ系                 | ミルリーフ系                 | [ § 2 ]          |
| 父 *ミルジョージ Mill George 1975 鹿毛 | 父の父Mill Reef 1968 鹿毛           | Never Bend                   | Nasrullah                    | Nasrullah        |
| 父 *ミルジョージ Mill George 1975 鹿毛 | 父の父Mill Reef 1968 鹿毛           | Never Bend                   | Lalun                        |                  |
| 父 *ミルジョージ Mill George 1975 鹿毛 | 父の父Mill Reef 1968 鹿毛           | Milan Mill                   | Princequillo                 | Princequillo     |
| 父 *ミルジョージ Mill George 1975 鹿毛 | 父の父Mill Reef 1968 鹿毛           | Milan Mill                   | Virginia Water               |                  |
| 父 *ミルジョージ Mill George 1975 鹿毛 | 父の母Miss Charisma 1967 鹿毛       | Ragusa                       | Ribot                        | Ribot            |
| 父 *ミルジョージ Mill George 1975 鹿毛 | 父の母Miss Charisma 1967 鹿毛       | Ragusa                       | Fantan                       |                  |
| 父 *ミルジョージ Mill George 1975 鹿毛 | 父の母Miss Charisma 1967 鹿毛       | *マタティナ                  | Grey Sovereign               | Grey Sovereign   |
| 父 *ミルジョージ Mill George 1975 鹿毛 | 父の母Miss Charisma 1967 鹿毛       | *マタティナ                  | Zanzara                      |                  |
| 母 サチノワカバ 1980 鹿毛              | 母の父*ファバージ Faberge 1961 鹿毛 | Princely Gift                | Nasrullah                    | Nasrullah        |
| 母 サチノワカバ 1980 鹿毛              | 母の父*ファバージ Faberge 1961 鹿毛 | Princely Gift                | Blue Gem                     |                  |
| 母 サチノワカバ 1980 鹿毛              | 母の父*ファバージ Faberge 1961 鹿毛 | Spring Offensive             | Legend of France             | Legend of France |
| 母 サチノワカバ 1980 鹿毛              | 母の父*ファバージ Faberge 1961 鹿毛 | Spring Offensive             | Batika                       |                  |
| 母 サチノワカバ 1980 鹿毛              | 母の母サチノイマイ 1973 鹿毛        | *チャイナロック              | Rockefella                   | Rockefella       |
| 母 サチノワカバ 1980 鹿毛              | 母の母サチノイマイ 1973 鹿毛        | *チャイナロック              | May Wong                     |                  |
| 母 サチノワカバ 1980 鹿毛              | 母の母サチノイマイ 1973 鹿毛        | ミチアサ                     | *ヒンドスタン                | *ヒンドスタン    |
| 母 サチノワカバ 1980 鹿毛              | 母の母サチノイマイ 1973 鹿毛        | ミチアサ                     | プレイガイドクイン           |                  |
| 母系(F-No.)                            | ヘレンサーフ（GB)系(FN:16-c)        | ヘレンサーフ（GB)系(FN:16-c) | ヘレンサーフ（GB)系(FN:16-c) | [ § 3 ]          |
| 5代内の近親交配                        | Nasrullah 4･5×4 = 15.63%            | Nasrullah 4･5×4 = 15.63%     | Nasrullah 4･5×4 = 15.63%     | [ § 4 ]          |
| 出典                                   | 1. 2. 3. 4.                         | 1. 2. 3. 4.                  | 1. 2. 3. 4.                  | 1. 2. 3. 4.      |